# پلنگ جاوه
پلنگ جاوه (نام علمی: Panthera pardus melas) یکی از ۹ زیرگونه پلنگ می‌باشد. پوست این پلنگ گاه دارای خال و گاه سیاه و بدون خال است.
تنها زیستگاه این گربه جزیره جاوه اندونزی است. به نظر می‌رسد که پلنگ جاوه در میانه‌های دوران پلیستوسن از آسیای جنوبی به جزایر سوماترا و برنئو آمده باشد. پلنگ جاوه از پستاندارانی مانند گراز، انواع میمون و گوزن و جانوران اهلی چون سگ، ماکیان و بز تغذیه می‌کند.
به سبب جنگل زدایی و گسترش مناطق شهری در جاوه نسل این پلنگ در آستانه انقراض قرار دارد به گونه‌ای که شمار این جانوران به ۱۰۰ تا ۲۵۰ قلاده می‌رسد. در سال‌های اخیر مجامعی جهت حفاظت از آن در کشور ایجاد شده‌است.در تلاش است تا جمعیت پلنگ جاوه احیا شود و از انقراض ان جلوگیری شود. میانگین وزن این پلنگ 40 کیلوگرم میباشد.